# Джабали
Сатьякама Джабала (санскр. सत्यकाम जाबाल, IAST: Satyakāma Jābāla, вар. — Сатьякама Джабали) — ведический мудрец. Основатель одной из школ индуизма — Джабали.
Внёс вклад в развитие концепции «Атман (индивидуальное Я) Есть Брахман (Абсолют)». Это концепция впоследствии стала одним из важнейших положений Веданты.
Рассказ о нём помещён в первой главе одной из древнейших Упанишад — «Чхандогья-упанишада».
Рассказ начинается с того, что, будучи ребёнком, он спрашивает об отце у матери. Его мать Джабала рассказывает ему, что в юности она побывала во многих местах и не знала, кем был его отец.
Мальчиком, жаждущим знаний, он идёт к мудрецу Харидрумате Гаутаме, прося у мудреца разрешение жить и учиться в его школе с целью постичь Абсолют Брахман. Учитель спрашивает:
«Дорогой мой, а ты из какой семьи?»
Сатьякама ответил, что его отцовство неизвестно, потому что его мать не знает, кто отец. Мудрец заявляет, что честность мальчика — признак «брахмана, истинного искателя знания Брахмана». Мудрец Гаутама принимает его в ученики своей школы.
Мудрец послал Сатьякаму пасти четыреста коров и велел ему вернуться, когда коров станет на тысяча. Затем в символической легенде представлен разговор Сатьякамы с быком, огнём (Агни), лебедем (Хамса), и птицей-ныряльщиком (Мадгу), которые соответственно символизируют Ваю, Агни, Адитью и Прану. Затем Сатьякама узнает от этих существ, что форма Брахмана находится во всех сторонах света (север, юг, восток, запад), мировые тела (земля, атмосфера, небо и океан), источники света (огонь, солнце, луна, молния), так и в человеке (дыхание, глаз, ухо и разум). Сатьякама возвращается к своему учителю с тысячей коров и смиренно изучает остальное: природу Брахмана (метафизическую, высшую реальность).
Сатьякама заканчивает обучение и становится знаменитым мудрецом, согласно индуистской традиции. В его честь названа ведическая школа, а также влиятельный древний текст «Джабала Упанишад» — трактат о Санньясе (монашеской жизни индуистского монаха). Упакосала Камалаяна был учеником Сатьякамы Джабалы, история которого также представлена в «Чхандогья Упанишаде».